# Plesiocorine
Plesiocorine, en ocasiones erróneamente denominado Plesiocoryna, es un género de foraminífero bentónico considerado un sinónimo posterior de Amphicoryna de la subfamilia Marginulininae, de la familia Vaginulinidae, de la superfamilia Nodosarioidea, del suborden Lagenina y del orden Lagenida. Su especie tipo era Cristellaria (Hemirobulina) procera. Su especie-tipo era Plesiocorine edwardsi. Su rango cronoestratigráfico abarcaba el Holoceno.

## Discusión
Algunas clasificaciones incluyen Plesiocorine en la Familia Marginulinidae.

## Clasificación
Plesiocorine incluía a la siguiente especie:
- Plesiocorine edwardsi